# Tundrasparv
Tundrasparv (Spizelloides arborea) är en fågel i familjen amerikanska sparvar inom ordningen tättingar. Den häckar mycket nordligt i norra Nordamerika. Vid ett enda tillfälle har den setts i Europa, utanför skånska Staffanstorp i november 2016. Den minskar i antal, dock inte tillräckligt kraftigt för att anses vara hotad.

## Utseende och läte

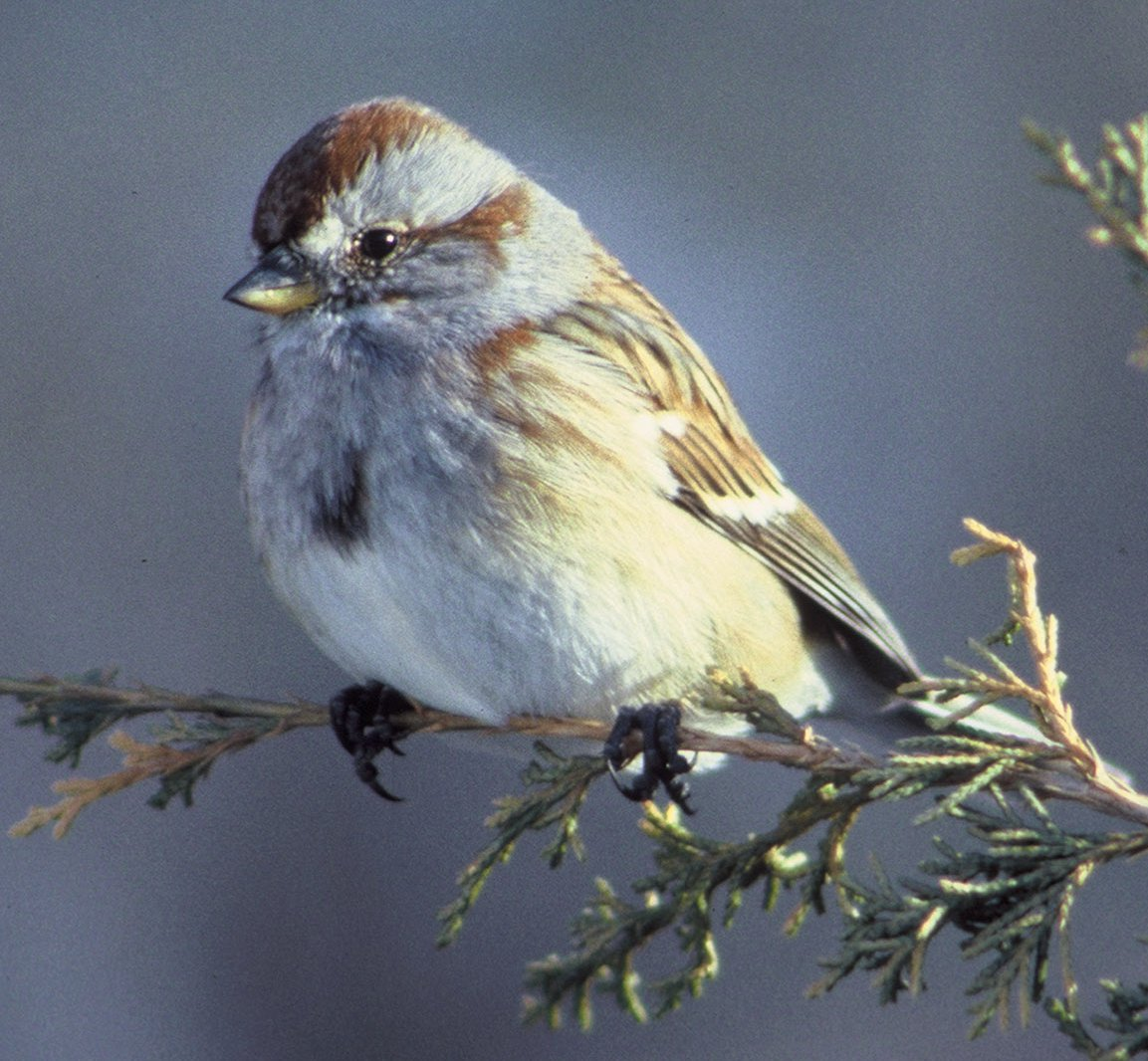
Notera mörk fläck på det ljusa bröstet.

Tundrasparven är en ganska liten sparv som mäter 16 cm, har ett vingspann på cirka 24 cm och väger ungefär 20 gram. Den har lång stjärt, runt ganska stort huvud, rödbrun hjässa och en distinkt mörk central fläck på det ljusgrå bröstet. I övrigt har en adulta fågeln ljusgrått huvud och nacke, rödbrunt ögonstreck, rödbrun till mörkbrun, svartstrecka rygg och vingovansida, dubbla vita vingband och grå stjärt. Undersidan är ljus i grått till sandfärgat. Näbben är liten och tvåfärgad med gul underhalva och grå till mörkgrå överhalva. Juvenilen är spräcklig i brunt och grått, med mörkfläckat ljust bröst. 
Den östliga underarten är mindre och generellt ljusare än den något större och mörkare västliga underarten, men färgskillnaden förekommer inom båda populationer. Även fåglar med sliten fjäderdräkt är ljusare.
Den är framförallt lik den sydligare åkersparven, men tundrasparven skiljer sig bland annat genom den tvåfärgade näbben och den mörka fläcken på bröstet.

## Läten
Tundrasparven sjunger en behaglig, klar och fallande strof som i engelsk litteratur återges "ti sida see zidi zidi zew". Locklätet är ett unikt, mjukt "teedleoo", medan den i flykten yttrar ett ljust och vasst "tsiiw".

## Utbredning och systematik
Tundrasparven är en nordamerikansk flyttfågel som häckar på tundra och i norra tajgan, i Alaska och norra Kanada, från Nordamerikas västkust till östkust. Den övervintrar i USA, i sydligaste Kanada och utmed Kanadas västkust.
Tundrasparven delas in i två underarter, en östlig och en västlig:
- Spizelloides arborea ochracea – häckar från Alaska och norra Yukon, genom nordvästra och västra Kanada, till norra British Columbia; flyttar till sydvästra USA
- Spizelloides arborea arborea – häckar i norra centrala och nordöstra Kanada och på Labradorhalvön ; flyttar till östra centrala USA

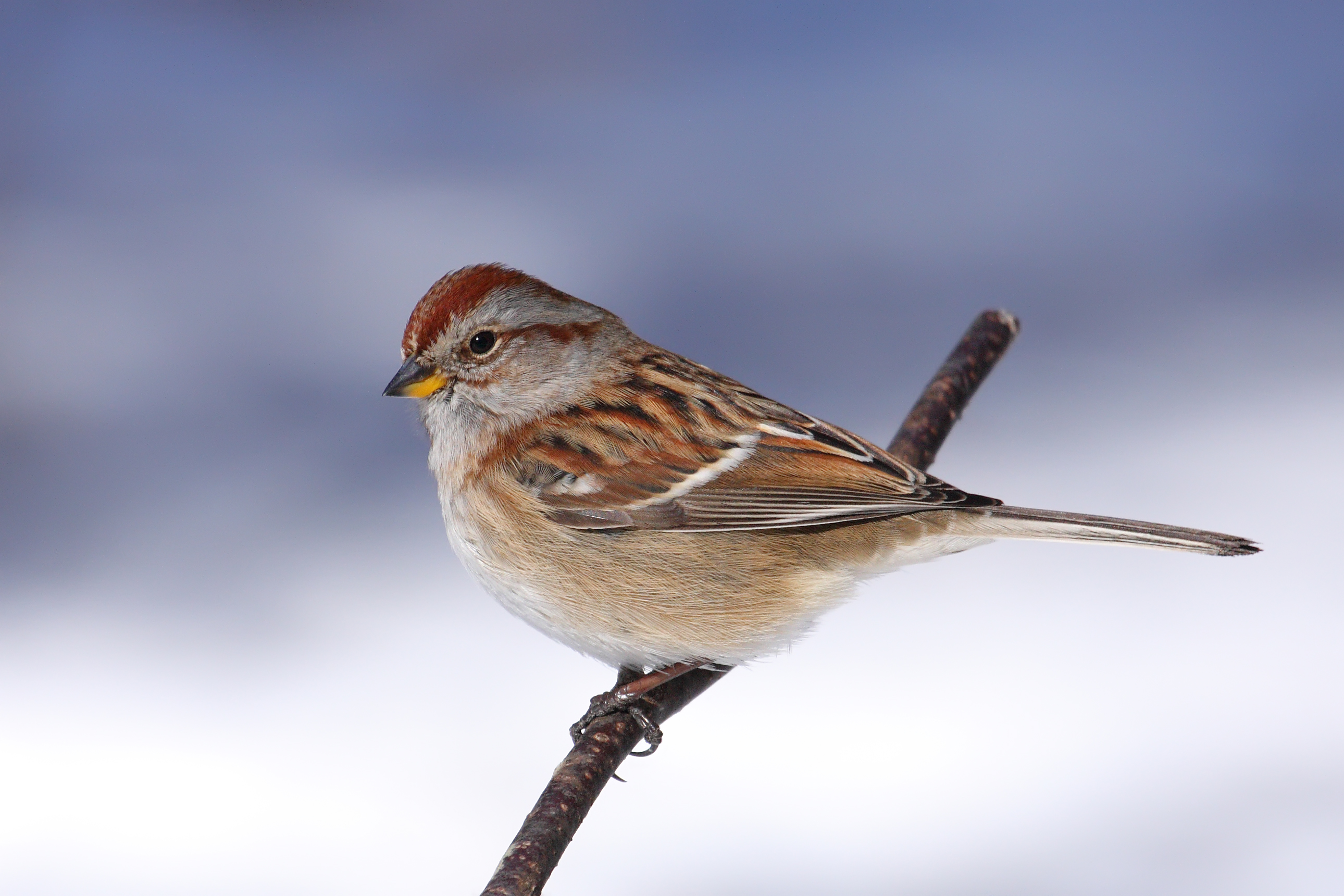
Den mörkare, västliga underarten ochracea på häckningsplats i Cap Tourmente National Wildlife Area, Quebec, Kanada.

Tundrasparven häckar tillfälligt på St. Lawrence Island och i östra Ryssland, på Tjuktjerhalvön och Wrangels ö. Vid ett tillfälle har den observerats i Europa, i november 2016 i Staffanstorp, Sverige.

### Släktestillhörighet
Fågeln har tidigare placerats i släktet Spizella men genetiska studier indikerar att den snarare är närmast släkt med rävsparven i Passerella. Olika taxonomiska auktoriteter tolkar dessa resultat olika, där vissa flyttar tundrasparven till Passerella, medan andra, som Clements et al, IOC och amerikanska American Ornithological Society (AOS), placerar den i det egna, nyskapade släktet Spizelloides.

### Familjetillhörighet
Tidigare fördes de amerikanska sparvarna till familjen fältsparvar (Emberizidae) som omfattar liknande arter i Eurasien och Afrika. Flera genetiska studier visar dock att de utgör en distinkt grupp som sannolikt står närmare skogssångare (Parulidae), trupialer (Icteridae) och flera artfattiga familjer endemiska för Karibien.

## Levnadssätt
Tundrasparven häckar på tundra eller tajga i buskmark. På vintern uppträder den i små flockar i buskiga, överväxta områden med mycket vinterståndare. Den födosöker på marken och lever främst av frön, insekter men tar även bär. Den uppsöker fågelmatare, ofta tillsammans med tjippsparv och mörkögd junco.

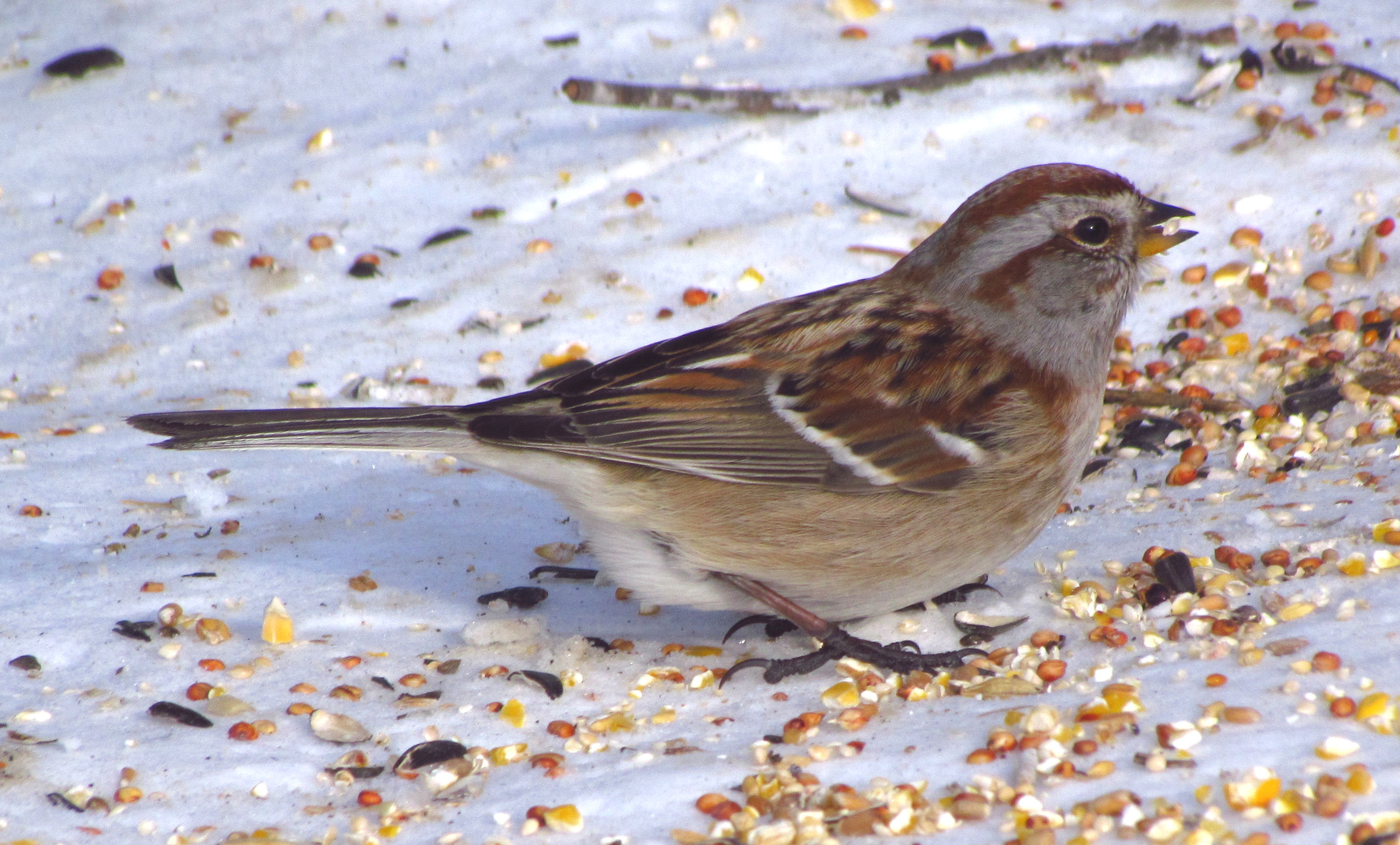
Födosökande tundrasparv på vintern.

### Häckning
Tundrasparven häckar på eller nära marken, ofta i en grästuva i botten på ett buskage, men tillfälligtvis dryga metern upp på en gren. Det skålformade boet byggs av gräs, mossa, kvistar och barkbitar, fodrat med finare gräs och fjädrar, vanligen från ripor. Däri lägger den fyra till sex ägg.

## Status och hot
Tundrasparven har ett mycket stort utbredningsområde och en mycket stor population. Trots att populationstrenden är negativ bedöms den inte som hotad och IUCN kategoriserar den som livskraftig (LC). Beståndet uppskattas till 26 miljoner vuxna individer.

## Taxonomi och namn
Tundrasparven beskrevs som art av amerikanska ornitologen Alexander Wilson 1810, under protonymen Fringilla arborea. Det vetenskapliga artnamnet arboreus är latin och betyder "trädlevande" (av arbor för "träd"). Det är en direktöversättning från engelska namnet Tree Sparrow som arten kallades av amerikanska nybyggare, på grund av den ytliga likheten med pilfinken, även den kallad Tree Sparrow. Tundrasparven heter än idag American Tree Sparrow på engelska, trots att arten inte är trädbunden och ofta återfinns norr om trädgränsen. Släktesnamnet Spizelloides är en sammansättning av släktesnamnet Spizella med grekiska ändelsen -οιδης, -oidēs, som betyder "liknande".